# Hernandiaceae
Las hernandiáceas (Hernandiaceae) son una familia de angiospermas del orden Laurales. Consta de 5 géneros con unas 59 especies, que se distribuyen por las áreas tropicales del planeta, algunas de ellas ampliamente distribuidas en las costas.
Sobre la base de la morfología, los números cromosómicos, la distribución geográfica y los análisis filogenéticos, la familia se divide claramente en 2 grupos a los que se les ha dado la categoría de subfamilias: Hernandioideae y Gyrocarpoideae.

## Descripción
- Árboles, arbustos más o menos trepadores, o bejucos, aromáticos, con aceites esenciales y mucílagos. Tomento unicelular, frecuentemente curvado en el ápice; pelos glandulares inmersos en la epidermis foliar (Hernandioideae).
- Hojas alternas, enteras a palmatilobadas o palmaticompuestas, pinnatinervias, palmatinervias o pedatinervias, pecioladas, sin estípulas. Los bejucos trepan con ayuda de zarcillos peciolares o de uncinos. Las hojas adultas suelen diferir bastante de las juveniles, siendo estas mucho más lobuladas (Hernandia, Gyrocarpus). Estomas parasíticos (Hernandioideae) o anomocíticos (Gyrocarpoideae).
- Tallos con nodos unilacunares y con 2-9 rastros foliares.
- Plantas hermafroditas, polígamas o monoicas, raramente dioicas.
- Inflorescencias tirsoides (racimo con inflorescencias parciales cimosas, regularmente trifloras, con dos flores masculinas y una femenina, o unifloras) o en dicasio, bracteolas presentes o ausentes, las de la flor femenina frecuentemente formando una envuelta protectora del fruto en la madurez, libres o soldadas en una cúpula.
- Flores perfectas o unisexuales, más o menos actinomorfas, epíginas. Perianto formado por dos verticilos de 3-4(-6) tépalos o en un verticilo de 4-8(-10), quincunciales, imbricados o valvados. Estambres en un verticilo de 3-5(-7), filantéreos, libres, opositisépalos, filamentos usualmente con un par de glándulas nectaríferas dorsales o basales, anteras biloculares, basifijas, latrorsas, de dehiscencia por valvas longitudinales; estaminodios a veces presentes (3-7) en Gyrocarpoideae. Carpelo 1, ínfero, estilo corto o largo, con una hendidura ventral, estigma terminal, peltado; óvulo uno por carpelo, péndulo, anátropo, bitégmico, crasinucelado, placentación apical.
- Frutos en aquenio (indehiscente, seco) o drupáceo, con endocarpo endurecido y frecuentemente encerrado en las bractéolas acrescentes, a menudo samaroide (con alas apicales o laterales producidas por la pared ovárica).
- Semilla una por carpelo, sin endospermo, embrión con 2 cotiledones, carnosos u oleosos, en Gyrocarpoideae los embriones contortuplicados con cotiledones cordados, en la mayoría de las especies de Hernandia se presenta un tipo de ruminación extrema (semillas laberínticas).
- Polen esferoidal, inaperturado, exina prácticamente ausente, pelicular, espinosa o globulosa, intina con una capa basal no estratificada y una capa externa gruesa, radialmente acanalada. Los granos de Hernandioideae son grandes (90-160 μm de diámetro) mientras que los de Gyrocarpoideae son menores (19-45 μm).
- Número cromosómico: en Hernandioideae, 2n = 20, 30, 40, 60 y n = 10; en Gyrocarpoideae, 2n = 48, 96 y n = 15, 24.

## Ecología

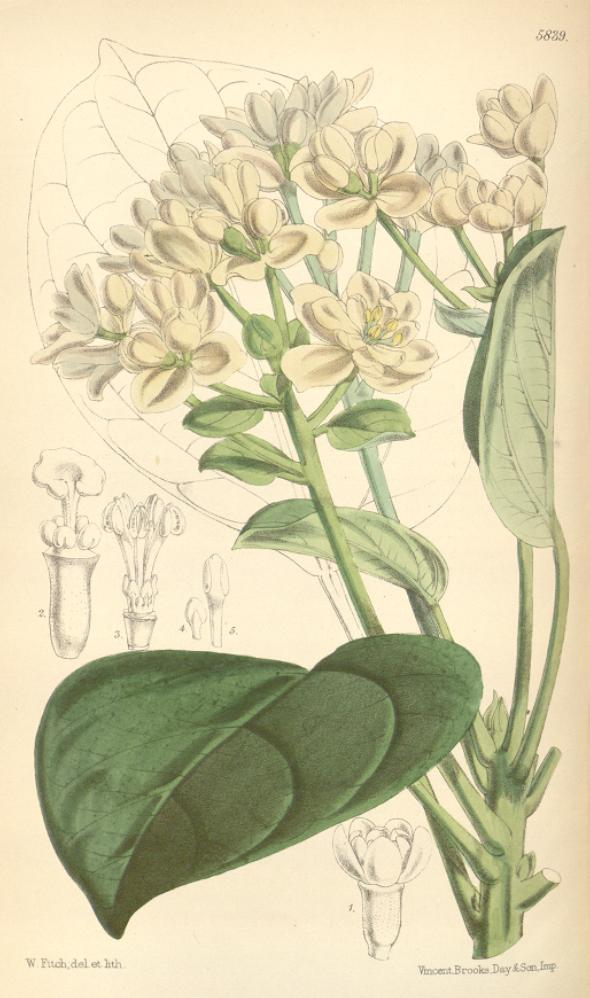
Hernandia moerenhoutiana

El modo de dispersión es variable entre las especies del mismo género. Así, la mayoría de las especies de Hernandia tienen cúpulas rojas que sugieren zoocoria, mientras que Hernandia guianensis es hidrócora en agua dulce, y Hernandia nymphaeifolia y Gyrocarpus americanus lo son en agua marina. Las distribuciones intercontinentales en África de Gyrocarpus americanus y Gyrocarpus hababensis, de carácter relíctico,  parecen deberse a transgresiones marinas en el pasado.
Se distribuyen por las áreas bajas de los trópicos, sobre todo en selvas húmedas, aunque algunas especies entran en zonas subtropicales o áridas.

## Fitoquímica
Aceites esenciales presentes, particularmente perillaldehido, así como flavonoides O-glicosilados. Lignanos del tipo del furofurano, dibencilbutirolactona y podofilotoxina presentes, y también alcaloides bencilisoquinolínicos (tales como la hernandialina y la hernandina), de los tipos de la aporfina, oxaporfina y benciltetrahidroisoquinolina.

## Usos
La madera de esta familia es blanda y se usa localmente para la construcción de canoas y botes, zuecos, pizarras e instrumentos musicales.

## Posición sistemática
Las hernandiáceas han estado relacionada con el Orden Laurales desde inicios del siglo XX. El APW (Angiosperm Phylogeny Website) considera que es un grupo avanzado del Orden Laurales y hermano de la familia Lauraceae (cf. AP-website).

## Taxones genéricos
Los géneros se pueden separar mediante el uso de la siguiente clave:
- Inflorescencias tirsoides, bracteadas, las inflorescencias parciales en cincino, a menudo solo trifloras, raramente unifloras. Flores grandes, las yemas de más de 2 mm de diámetro (excepto Hernandia albiflora). Granos de polen grandes (90-160 μm de diámetro). Estomas paracíticos. Pelos glandulares inmersos en la epidermis foliar.

Subfamilia Hernandioideae.
- Bejucos con hojas 3-5-folioladas. Inflorescencias parciales multifloras. Flores perfectas. Fruto samaroide, con 2-4 alas que nacen del ovario.

Illigera Blume, 1825. África tropical, Madagascar, sudeste de Asia hasta Nueva Guinea.
- Árboles con hojas simples. Inflorescencias parciales uni- o trifloras. Flores unisexuales. Fruto drupáceo, envuelto en brácteas acrescentes, a veces, aliformes.

- Planta dioica, caducifolia. Inflorescencias parciales femeninas unifloras.

Hazomalania Capuron, 1966. Madagascar.
- Planta monoica, perennifolia. Inflorescencias parciales con 2 flores masculinas y una femenina.

Hernandia L., 1753. Pantropical.
- Inflorescencias en dicasio, sin brácteas. Flores pequeñas, yemas de menos de 1,5 mm de diámetro. Granos de polen pequeños (19-45 μm). Estomas anomocíticos. Pelos glandulares ausentes.

Subfamilia Gyrocarpoideae.
- Árboles caducifolios, polígamos. Fruto samaroide, con 2 alas.

Gyrocarpus Jacq., 1763. América central, África occidental, 1 especie pantropical.
- Arbustos o bejucos perennifolios, hermafroditas. Fruto en drupa.

Sparattanthelium Mart., 1841. América tropical.